# Gemeinderat
Ein Gemeinderat (auch Gemeindeparlament) ist als Gremium in kommunalen Belangen (und auch als Bezeichnung für dessen Mitglieder) in fast allen Staaten anzutreffen. Vorsitz führt im Allgemeinen ein Gemeindevorsteher (Bürgermeister).
Je nach Status der Gemeinde spricht man auch von Stadtrat, Orts-, Marktgemeinderat und ähnlichem.
Die Gemeinderäte entwickelten sich aus den mittelalterlichen Stadträten, die in der Regel nur die Elite des Bürgertums vertraten und auch nur von dieser gewählt wurden.
im Einzelnen:
- Gemeinderat (Deutschland)
- Gemeinderat (Frankreich)
- Gemeinderat (Niederlande)
- Gemeinderat (Österreich)
- Gemeinderat (Schweiz)
- Stadtvertretung (Vereinigte Staaten)

als Institution von Städten
- Gemeinderat (Bern)
- Gemeinderat (Stadt Zürich)
- Wiener Landtag und Gemeinderat